# Höchsterwünschtes Freudenfest
Höchsterwünschtes Freudenfest (BWV 194) ist eine Kantate von Johann Sebastian Bach, die anlässlich des Umbaus der Kirche zu Störmthal und der damit verbundenen Weihe der von Zacharias Hildebrandt neu erschaffenen Orgel entstand.

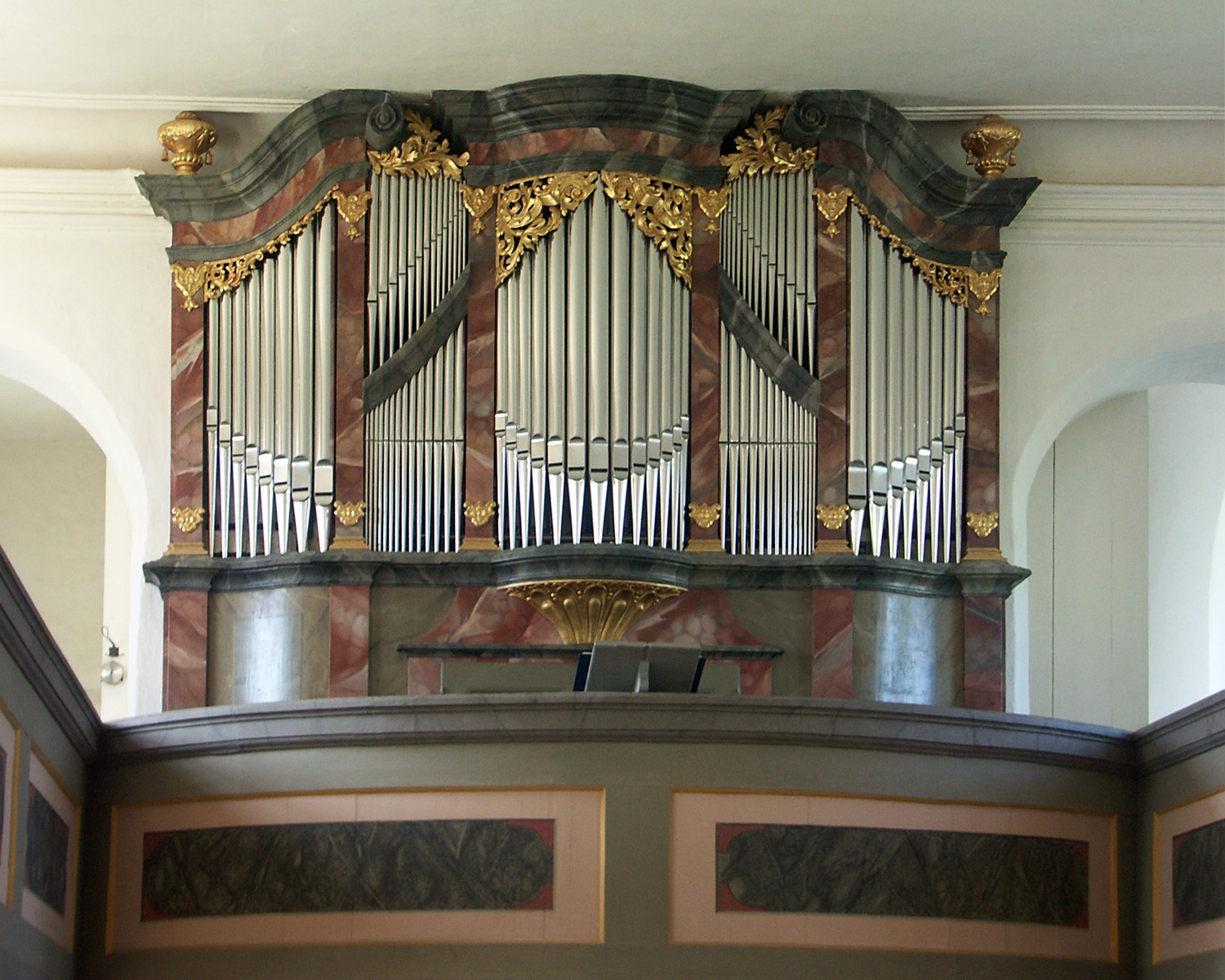
Die mit Bachs Festkantate eingeweihte Hildebrandt-Orgel in Störmthal

## Entstehung
Die Kantate entstand laut ihrer Überschrift im Autograph als „Concerto Bey Einweyhung der Orgel zu Störmthal“ (Johann Sebastian Bach: Autograph der Kantate)

## Inhalt
Der Text bezieht sich nicht auf die Orgelweihe im Besonderen, sondern auf die zugleich gefeierte Wiedereinweihung der erneuerten Kirche. Er entfaltet  im Hinblick auf „Gotteshäuser“ die theologische Dialektik, die seit Salomos Tempelweihgebet die jüdisch-christliche Tradition bestimmt: dass Gott zwar kein Haus braucht und dass kein Haus ihn fassen kann, dass er aber dort, wo die gläubige Gemeinde ihm Lobgesang und Bittgebet darbringt – „die Farren … unsrer Lieder“ –, den Glanz seiner Gegenwart schenkt. Auffälligerweise ist dabei nicht von den Mitteln dieser Gegenwart die Rede, die für die lutherische Theologie konstitutiv sind, dem verkündeten Wort Gottes und den Sakramenten.

## Besetzung
- Chor: Sopran, Alt, Tenor, Bass
- Solisten: Sopran, Tenor, Bass
- Orchester: 3 Oboen, Violine I/II, Viola, Basso continuo

## Gliederung
Die Kantate besteht aus zwei Teilen, es ist daher anzunehmen, dass sie vor und nach der Predigt aufgeführt wurde, wie es seinerzeit Brauch war. Darauf deuten auch der Abschluss des ersten Teils (eine Bitte um den Heiligen Geist, das richtige Hören des biblischen Wortes) und der Beginn des zweiten Teils (Segensbitte) hin.
Erster Teil
1. Höchsterwünschtes Freudenfest, Chor (SATB), 3 Oboen, Fagott, Violine I/II, Viola, Basso continuo

2. Unendlich großer Gott, Rezitativ (Bass), Basso continuo

3. Was des Höchsten Glanz erfüllt, Arie (Bass), Oboe I, Violine I/II, Viola, Basso continuo

4. Wie könnte dir, du höchstes Angesicht, Rezitativ (Sopran), Basso continuo

5. Hilf, Gott, dass es uns gelingt, Arie (Sopran), Violine I/II, Viola, Basso continuo

6. Heil'ger Geist in's Himmels Throne, Choral, Oboe I-III, Violine I/II, Viola, Basso continuo

Zweiter Teil
7. Ihr Heiligen, erfreuet euch, Rezitativ (Tenor), Basso continuo

8. Des Höchsten Gegenwart allein, Arie (Tenor), Basso continuo

9. Kann wohl ein Mensch zu Gott im Himmel steigen? / Der Glaube kann den Schöpfer zu ihm neigen. Rezitativ (Duett: Bass, Sopran), Basso continuo

10. O wie wohl ist uns geschehn, Arie (Duett: Sopran, Bass), Oboe I/II, Basso continuo

11. Wohlan demnach, du heilige Gemeine, Rezitativ (Bass), Basso continuo

12. Sprich Ja zu meinen Taten, Choral, Oboe I-III, Violine I/II, Viola, Basso continuo

## Besonderheiten
Auffallend ist die „weltliche“ Form der Kantate: Auf eine französische Ouvertüre folgen Stücke in Form einer Pastorale, Gavotte, Gigue und Menuett, was auf eine Entstehung der Musik bereits zu Bachs Köthener Zeit hindeutet. Ihr liegt wohl eine Glückwunschkantate aus jener Zeit zugrunde, was die Suitenform erklären würde. Hiervon sind einzelne Instrumentalstimmen erhalten, jedoch kein Text. Auch diese Glückwunschkantate könnte, so wird in der Literatur vermutet, wiederum die Kontrafaktur eines Instrumentalkonzertes gewesen sein.